# Buba (Guinea-Bissau)
Buba è un settore della Guinea-Bissau facente parte della regione di Quinara.